# My God
"My God" es la séptima canción del álbum Aqualung, de la banda británica de rock progresivo Jethro Tull (1971). La canción da paso a la Cara B del LP titulada, homónimamente, My God.
Como introducción a esta segunda parte del disco, se dice en la cubierta del mismo, parafraseando el comienzo del Génesis en la Biblia:

«In the beginning, Man created God; and in the image of Man created he him.

And Man gave unto God a multitude of names, that he might be Lord over all the earth when it was suited to Man.»

("Al principio, el Hombre creó a Dios; y lo creó a su imagen y semejanza.

Y el Hombre dio a Dios multitud de nombres, y el poder de que fuera el Señor de toda la tierra cuando al Hombre le conviniere.")

La tesis del Hombre creador de Dios ya había sido expresada por el filósofo Ludwig Feuerbach.
En España, debido a la censura imperante durante la dictadura del franquismo, las ideas expresadas en estas palabras hicieron que el álbum retrasase su salida al mercado que, por otra parte, quedó mutilado en algunos de sus temas.
La letra de esta canción critica la religión institucionalizada, en particular a la Iglesia de Inglaterra, a la que califica de "bloody" ("sangrienta" o "maldita").
El largo tema, en su parte central, incluye el más impresionante solo de flauta de Ian Anderson (junto con el que ejecutará, años después, en el álbum Bursting Out). El final del solo se adereza con un juego de voces que recuerda ligeramente a los coros rusos.